# 菲希滕施泰因
菲希滕施泰因是奥地利上奥地利州谢尔丁县的一个市镇。总面积10.7平方公里，总人口732人，人口密度68.4人/平方公里（2005年）。